# 피아미냐노
피아미냐노(이탈리아어: Fiamignano)는 이탈리아 라치오주 리에티도에 위치한 코무네다. 로마로부터 북동쪽 70km, 리에티로부터 남동쪽 25km 거리에 있다. 1927년까지 라퀼라현의 일부였다.